# تاغليت - بيرث رايت إسرائيل
تاغليت - بيرث رايت إسرائيل أو برنامج استكشاف من منظمة الحق المكتسب في إسرائيل (بالإنكليزية Taglit-Birthright Israel)، هو مشروع لتنظيم رحلات مجانية مدتها عشرة أيام إلى الأراضي المحتلة في فلسطين ومرتفعات الجولان. يهدف المشروع إلى "الحد من الانقسام المتعاظم بين إسرائيل والمجتمعات اليهودية (...) وتعزيز الهوية الشخصية اليهودية للمشاركين وارتباطهم بالشعب اليهودي".
يشارك في البرنامج الشبابُ اليهود حول العالم ممّن تتراوح أعمارهم بين 18 و26 سنة؛ وتشرف عليه منظمة بيرث رايت إسرائيل (الحق المكتسب في إسرائيل) التي تعدّ أكبر منظمة للسياحة التعليمية في العالم، ويُشار إليها على أنها المنظمة الأكثر تأثيرًا في العلاقات بين إسرائيل والشتات اليهودي.
توصَف المشاركة في برنامج تاغليت بيرث رايت إسرائيل بأنها طقس عبور بالنسبة للشباب اليهودي؛  إذ قدّر مركز بيو للأبحاث أنه بحلول عام 2020، كان 20% من اليهود الأمريكيين الذين تتراوح أعمارهم بين 18 و46 عامًا قد شاركوا في رحلات البرنامج الذي بلغ مجموع المشاركين فيه منذ أول رحلة نظمها سنة 1999، أكثر من 800.000 شاب قادمين من 68 دولة.

## النشأة
تأسس برنامج بيرث رايت إسرائيل سنة 1994 بهدف تقوية روابط اليهود حول العالم بإسرائيل وتعزيز الإحساس بالانتماء إلى الهوية اليهودية إثر ما كشف عنه الاستطلاع الوطني للسكان اليهود في أمريكا (National Jewish Population Survey) سنة 1990 من الارتفاع السريع لنسب الزواج المختلط مع غير اليهود، وانخفاض مستويات المشاركة في التجمعات اليهودية، وضعف التعلق بدولة إسرائيل؛ وذلك بمبادرة من تشارلز برونفمان رئيس مجلس إدارة تكتل شركات Seagram، وميكائيل ستايندهارت، مسيّر صندوق تحوّط؛ وبالتعاون مع الحكومة الإسرائيلية، والوكالة اليهودية لأجل إسرائيل وجمعيات الشتات اليهودي. نُظّمت أول رحلة في إطار البرنامج سنة 1999.
بحلول العام 2007، بلغت القدرة الاستيعابية للبرنامج إلى 20.000 مشارك سنويَّا. في السنة ذاتها تعهّد شيلدون أديسون بخمسة وعشرين مليون دولار لبيرث رايت إسرائيل من أجل تعجيل مشاركة المسجلين على لوائح الانتظار والرفع من القدرة الاستيعابية إلى 37.000 مشارك في سنتي 2007 و2008.
سنة 2010 أطلقت منظمة بيرث رايت إسرائيل برنامجًا إضافيًّا أسمته بيرث رايت أكسل (Birthright Excel) الذي يدوم عشرة أسابيع خلال فصل الصيف حيث يمكن للطلاب المشاركين التدرّب في شركات إسرائيلية أو تأسيس شركات ناشئة خاصة بهم.
بلغ متوسّط أعداد المشاركين في البرنامج حوالي 45.000 شخص في السنة نسبة 80% منهم قادمة من الولايات المتحدة الأمريكية وكندا. لم يتجاوز العدد 35.000 مشارك سنة 2022، بعد أن بلغ ذروته سنة 2018 بمشاركة 48.000 ألف شخص؛ في حين تشير التقديرات إلى أن العدد سينخفض إلى 23.500 سنة 2023 نظرًا لتقليص الميزانية.
أعلنت منظمة بيرث رايت إسرائيل سنة 2022 اندماجها مع Onword Israel التي كانت جزءًا من الوكالة اليهودية يوفّر برامج موجّهة للشباب من أجل السفر إلى إسرائيل لمدد تتراوح بين 6 و10 أسابيع بهدف العيش فيها أو العمل أو الدراسة. بعد الاندماج أصبحت برامج Onword Israel جزءًا من برنامج بيرث رايت إسرائيل.

## التمويل
يعتمد البرنامج على مصادر عدّة لتمويل تكاليف الاشتراك المقدّرة سنة 2020 بحوالي 4500 دولار للفرد. تشير بيانات منظمة بيرث رايت إسرائيل إلى أن 67% من التمويل يأتي من مانحين أفراد، و27% من الحكومة الإسرائيلية، و3% من الاتحاد اليهودي، و3% من الوكالة اليهودية.
أكبر المانحين الأفراد للبرنامج هم شيلدون أديلسون وميريام أديلسون ، الذين قدموا أكثر من 250 مليون دولار لمنظمة بيرثرايت إسرائيل بحلول عام 2015. تشمل الجهات المانحة الرئيسية الأخرى تشارلز برونفمان ، وإدغار برونفمان الأب. ويتلقى البرنامج أيضًا تمويلًا من الحكومة الألمانية من خلال مؤتمر المطالبات المادية اليهودية ضد ألمانيا.